# Kemi Adekoya
Oluwakemi Kemi Adekoya (ur. 16 stycznia 1993 w Lagos) – bahrajńska lekkoatletka nigeryjskiego pochodzenia specjalizująca się w biegach sprinterskich i płotkarskich. Do końca 2013 roku reprezentowała Nigerię.
W 2014roku triumfowała w biegu na 400 metrów oraz na dystansie 400 metrów przez płotki podczas igrzysk azjatyckich w Inczon. Mistrzyni Azji z Wuhanu (2015). W tym samym roku sięgnęła po złoty i brązowy medal podczas Światowych Igrzysk Wojskowych w Mungyeong. Podwójna złota medalistka halowych mistrzostw Azji (2016). Miesiąc później zdobyła złoty medal w biegu na 400 metrów podczas Halowych Mistrzostw Świata w Portland, ustanawiając z czasem 51,45 s nowy rekord Azji w tej konkurencji.
Medalistka mistrzostw Nigerii.

## Osiągnięcia
| Rok  | Impreza                             | Miejsce        | Konkurencja                      | Lokata     | Wynik   |
| ---- | ----------------------------------- | -------------- | -------------------------------- | ---------- | ------- |
| 2014 | Puchar interkontynentalny           | Marrakesz      | bieg na 400 metrów przez płotki  | 3. miejsce | 54,70   |
| 2014 | Igrzyska azjatyckie                 | Inczon         | bieg na 400 metrów               | 1. miejsce | 51,59   |
| 2014 | Igrzyska azjatyckie                 | Inczon         | bieg na 400 metrów przez płotki  | 1. miejsce | 55,77   |
| 2015 | Mistrzostwa panarabskie             | Manama         | bieg na 400 metrów               | 1. miejsce | 54,06   |
| 2015 | Mistrzostwa panarabskie             | Manama         | bieg na 400 metrów przez płotki  | 2. miejsce | 56,73   |
| 2015 | Mistrzostwa Azji                    | Wuhan          | bieg na 400 metrów przez płotki  | 1. miejsce | 54,31   |
| 2015 | Mistrzostwa świata                  | Pekin          | bieg na 400 metrów przez płotki  | eliminacje | DQ      |
| 2015 | Światowe wojskowe igrzyska sportowe | Mungyeong      | bieg na 400 metrów przez płotki  | 1. miejsce | 55,30   |
| 2015 | Światowe wojskowe igrzyska sportowe | Mungyeong      | sztafeta 4 × 400 metrów          | 3. miejsce | 3:32,62 |
| 2016 | Halowe mistrzostwa Azji             | Doha           | bieg na 400 metrów               | 1. miejsce | 51,67   |
| 2016 | Halowe mistrzostwa Azji             | Doha           | sztafeta 4 × 400 metrów          | 1. miejsce | 3:35,07 |
| 2016 | Halowe mistrzostwa świata           | Portland       | bieg na 400 metrów               | 1. miejsce | 51,45   |
| 2016 | Igrzyska olimpijskie                | Rio de Janeiro | bieg na 400 metrów               | półfinał   | 50,88   |
| 2017 | Igrzyska solidarności islamskiej    | Baku           | bieg na 400 metrów               | 2. miejsce | 51,81   |
| 2017 | Igrzyska solidarności islamskiej    | Baku           | bieg na 400 metrów przez płotki  | 1. miejsce | 54,68   |
| 2017 | Igrzyska solidarności islamskiej    | Baku           | sztafeta 4 × 400 metrów          | 1. miejsce | 3:32,96 |
| 2023 | Mistrzostwa świata                  | Budapeszt      | bieg na 400 metrów przez płotki  | 4. miejsce | 53,09   |
| 2023 | Igrzyska azjatyckie                 | Hangzhou       | bieg na 400 metrów               | 1. miejsce | 50,66   |
| 2023 | Igrzyska azjatyckie                 | Hangzhou       | bieg na 400 metrów przez płotki  | 1. miejsce | 54,45   |
| 2023 | Igrzyska azjatyckie                 | Hangzhou       | sztafeta 4 × 400 metrów          | 1. miejsce | 3:27,65 |
| 2023 | Igrzyska azjatyckie                 | Hangzhou       | sztafeta mieszana 4 × 400 metrów | 1. miejsce | 3:14,02 |
| 2024 | World Athletics Relays              | Nassau         | sztafeta mieszana 4 × 400 metrów | repasaże   | 3:18,21 |
| 2024 | Igrzyska olimpijskie                | Paryż          | bieg na 400 metrów przez płotki  | eliminacje | DNS     |
| 2025 | Mistrzostwa Azji                    | Gumi           | bieg na 400 metrów przez płotki  | 2. miejsce | 55,32   |

## Rekordy życiowe
- Bieg na 400 metrów – 50,53 (2023)
- Bieg na 400 metrów przez płotki – 53,09 (2023) rekord Azji
- Bieg na 400 metrów (hala) – 51,45 (2016) rekord Azji

4 października 2023 w Hangzhou bahrajńska sztafeta 4 × 400 metrów w składzie Muna Mubarak, Kemi Adekoya, Zeinab Ali Mahamat i  Salwa Eid Naser ustanowiła wynikiem 3:27,65 aktualny rekord kraju na tym dystansie.